# Сёстры Фокс
Сёстры Фокс — Кейт (англ. Kate Fox, 1837—1892), Маргарет (англ. Margaret Fox, 1833—1893) и Лия (англ. Leah Fox, 1814—1890); три сестры из Нью-Йорка, в 1848 году оказавшиеся в центре событий, происходивших в Гайдсвилле и сыгравшие ключевую роль в становлении и развитии спиритуализма, который уже к 1855 году насчитывал 1 миллион последователей.
Впоследствии Кейт и Маргарет Фокс занялись профессиональным медиумизмом. В прессе их деятельность подвергалась критике и насмешкам, однако сэр Уильям Крукс, исследовавший феномен Кейт Фокс, не нашёл поводов заподозрить последнюю в мошенничестве. В 1888 году репутации всех трёх сестёр Фокс был нанесён непоправимый ущерб после того, как Маргарет опубликовала саморазоблачение, от которого уже год спустя отреклась. Кейт, Лия и Маргарет умерли в 1890—1893 годах одна за другой, в полной нищете.

## История
В 1848 году фермер Джон Фокс с женой и дочерьми Кейт и Маргарет поселился в Гайдсвилле, штат Нью-Йорк; городе, являвшемся частью района Аркадия в Уэйн Каунти. Если верить книге Лии Фокс The Missing Link in Modern Spiritualism (1885), психические способности передались всем трём сёстрам по наследству. Их прабабка обладала даром ясновидения, а тётя, Элизабет Хиггинс — о чём упоминал Р. Д. Оуэн в книге Footfalls on the Boundary of Another World (1860), увидела во сне собственное надгробие с точной датой своей смерти, что подтвердилось впоследствии.
Дом в Гайдсвилле имел репутацию «нехорошего». В 1843—1844 здесь жила семья Беллов, у которых подрабатывала служанкой (тогда ещё школьница) Лукреция Пулвер. Именно её показания впоследствии позволили составить картину (возможно) совершенного здесь преступления, жертвой которого оказался проезжий торговец домашней утварью, остановившийся в доме на несколько дней, а потом бесследно исчезнувший.
Мисс Пулвер утверждала, что вскоре после приезда в дом торговца, она была уволена без всяких объяснений, а несколько дней спустя — после того, как гость исчез (хозяева утверждали, что он уехал, но на этот счёт у неё позже возникли сомнения) — была приглашёна вновь. Вскоре из комнаты, которую занимал пропавший торговец, стали доноситься стуки и шумы. После отъезда Беллов в дом вселилась сначала семья Уикманов, затем семья Лейфов. Члены обеих семей утверждали, что слышали стуки, а миссис Лейф — что однажды увидела призрак мужчины в чёрном пальто. Не выдержав ночного шума, Лейфы поспешно покинули дом, а на их место прибыла в 1848 семья Фокса, фермера, который приехал в Нью-Йорк из Канады и ожидал окончания строительства собственного дома на приобретённом участке земли.

### Фоксы в Гайдсвилле
Уже через несколько дней после вселения Фоксов в доме поднялся необъяснимый шум. Кэти, одна из двух дочерей фермера, утверждала, что ночью её лица касалась холодная рука. Маргарет клялась, что чьи-то руки стаскивали с неё ночью одеяло. Миссис Фокс также утверждала, что постоянно слышала в пустой комнате наверху шаги, которые каждый раз спускались вместе с невидимым гостем в подвал. Фокс, человек далёкий от мистицизма, начал искать практические объяснения происходящему. Он обошёл весь дом, пытаясь найти источники шумов в половицах и в стенах, проверил окна и двери на предмет возможных вибраций, но ничего не обнаружил.
Дальнейшие события остались в истории в изложении членов семейства Фоксов. Вечером 31 марта 1848 года, когда глава семьи начал свою очередную инспекцию дома, Кейт заметила, что невидимка каждый раз в точности копирует стук отца, словно бы предлагая контакт. Обратившись к нему по детскому прозвищу, каким было принято называть дьявола, она воскликнула: «Ну-ка, мистер Сплитфут, делай как я!» — и хлопнула дважды в ладоши. Несколько секунд спустя раздался двойной хлопок, исходивший, казалось, из глубины стены. Девочка продолжила эксперимент уже в присутствии остальных членов семьи. Миссис Фокс попросила невидимку стуками указать возраст своих дочерей (а также третьего ребёнка, умершего во младенчестве) и получила правильные ответы.
Придя в замешательство, Фокс пригласил в дом соседей.
Все эти убеждённые скептики вскоре изменили своё отношение к невидимой сущности, которая точно назвала возраст и различные даты жизней каждого из них. Фермер по имени Уильям Дьюслер решил усложнить процесс общения и разработал специальный алфавит для пришельца, а также код, позволявший особыми стуками отвечать: «да» или «нет». Пользуясь предложенным способом общения, сущность проинформировала присутствующих о том, что является духом (за пять лет до этого) ограбленного, убитого и захороненного в подвале торговца по имени Чарльз Б. Росма.

#### Поиск останков
Случилось так, что среди собравшихся гостей была Лукреция Пулвер: она рассказала свою историю, вспомнив также, что видела в подвале дома свежую землю, а в кухне — утварь, принадлежавшую разносчику (хозяева утверждали, будто купили её до его отъезда). Фокс и Дьюслер отправились на место, указанное Лукрецией, начали раскопки и вскоре нашли осколок кости с несколькими волосками. Местный доктор подтвердил, что находка является осколком человеческого черепа.
Впоследствии свидетельства Фоксов неоднократно ставились под сомнение — именно потому, что полного скелета в доме найдено не было. Но в 1904 году (после того уже, как обе сестры умерли), произошло событие, которое многими было истолковано как подтверждение истинности их показаний. В развалившейся стене подвала был обнаружен труп некогда замурованного сюда человека, который по некоторым признакам мог быть тем самым исчезнувшем торговцем, о котором рассказала Лукреция Пулвер. Однако личность Чарльза Б. Росмы установлена не была, такой человек никогда не числился в Америке пропавшим без вести.

## После Гайдсвилля
Кейт и Маргарет направились в Рочестер, город неподалёку: Кейт поселилась в доме старшей сестры Лии, Маргарет в доме брата Дэвида. Вскоре выяснилось, что загадочные стуки последовали за ними. Эми и Айзек Пост, супружеская пара квакеров-радикалов, дружившая с семейством Фоксов, пригласила сестёр к себе в дом. Они немедленно удостоверились в истинности демонстрировавшегося феномена и тут же распространили известие о нём в сообществе квакеров: эта среда сформировала ядро первых убеждённых спиритуалистов и обусловила связь последнего с политическими движениями, в частности, за отмену рабства, пропаганду воздержания и борьбу за равные права женщин.
Сёстры Фокс получили известность своими публичными сеансами. Начиная с 1850 года в Нью-Йорке их сеансы посещали, в числе прочих, Уильям Каллен Брайант, Джордж Банкрофт, Джеймс Фенимор Купер, Натаниэль Паркер Уиллис, Хорэс Грили, Соджурнер Трус, Уильям Ллойд Гаррисон.
Уже в феврале 1851 года появилось первое сообщение о «разоблачении» сестёр Фокс. Трое докторов университета штата Буффало опубликовали заявление в Commercial Advertiser, где утверждали, что стуки, раздающиеся в их присутствии, обусловлены «анатомическими особенностями» этих трёх женщин. В апреле 1881 года миссис Норман Калвер, родственница Фоксов, публично заявила о том, что Маргарет призналась ей в мошенничестве и рассказала о том, что сёстрам якобы помогала некая голландская девочка-служанка, издававшая стуки в нужные моменты, сидя под полом дома, в подвале.
В этих сообщениях выявились нестыковки. Оказалось, что у Фоксов не было служанки, что необъяснимые шумы слышались во время сеансов, проводившихся вне их дома и т. д. Но «разоблачения» возымели эффект и на сестёр в американской прессе обрушился град критики. Единственным их защитником проявил себя Хорэс Грили, известный издатель и политик стал своего рода опекуном сестёр Фокс. Интерес Грили к феномену Фокс был настолько велик, что он помог Кейт с завершением образования.
В течение нескольких последующих лет множество людей внезапно «обнаружили» в себе способность общаться с духами: так сёстры Фокс положили начало целому движению, которое к 1855 насчитывало миллион сторонников. Стали проводиться и более серьёзные попытки изучения феномена сестёр Фокс. В 1857 газета Boston Courier пригласила медиумов к участию в полномасштабном исследование с участием гарвардских профессоров в Бостоне. Кейт и Лия были в числе тех, кто согласился на роль испытуемых. Комиссия занималась изучением феномена несколько лет, затем долго обещала опубликовать отчёт, но этого так и не сделала.

### Сеансы Кейт Фокс с Ливермором
В 1861 году Кейт Фокс обрела ментора и менеджера в лице бизнесмена Чарльза Ф. Ливермора, нью-йоркского банкира из Нью-Йорка, чья жена Эстелла скончалась за год до этого. В течение пяти лет Кейт дала для него почти 400 сеансов, ход которых был подробно документирован. Сеансы проводились с использованием всех возможных методов контроля за медиумом, в присутствии известных публичных персон, чаще всего в доме самого Ливермора. Медиум, если верить свидетелям, находясь в полном сознании, многократно материализовывала недооформленную фигуру Эстеллы, которая в течение долгого времени оставалась неузнанной — до тех пор, пока на 43-м сеансе вокруг неё не возникло «психическое свечение».
С течением времени материализация стала более полной, но говорить фигура почти не могла: ей удавались лишь несколько слов, общение с помощью стуков и автоматического письма. «Эстелла» и фантом, именовавший себя «Бенджамином Франклином», писали на карточках, которые заранее приносил сам Ливермор, причём последний утверждал, что почерк материализованной фигуры был совершенно идентичен почерку его покойной жены.
На 388-м сеансе Эстелла объявила, что появляется в последний раз. С этих пор Ливермор её ни разу не видел. В благодарность за «утешение» он финансировал поездку Кейт в Англию в 1871 году. В письме Бенджамину Колману он с восторгом отзывался о «безупречном характере» Кейт Фокс хоть и подробно описывал её странности и отклонения от нормы.
Медиумистская карьера Кейт Фокс в Англии не была омрачёна инцидентами. Она проводила сеансы для известных людей, выступала совместно с Д. Д. Хьюмом и Агнес Гаппи-Фолькман, а затем предоставила все возможности для исследования Уильяму Круксу. В 1883 году, спустя два года после смерти мужа, Кейт посетила Россию по приглашению А. Н. Аксакова и была принята членами царской семьи, для которой провела несколько сеансов.

#### Исследования Крукса
В среде спиритуалистов считалось, что Кейт Фокс — медиум большой силы, способная производить не только аудиоэффекты, но и многие другие явления. В её присутствии, если верить свидетельствам очевидцев, возникали необъяснимые свечения, появлялись «материализованные руки», наблюдалось передвижение предметов на расстоянии. Кейт Фокс стала одним из трёх медиумов, исследовать феномен которых в 1871—1874 годах взялся сэр Уильям Крукс. Он писал:

…Подобные звуки можно услышать в присутствии почти каждого медиума… Но в силе и уверенности никто не сравнится с мисс Кейт Фокс… С большинством медиумов необходимо проводить формальные сеансы, чтобы что-то услышать, но ей, похоже, достаточно положить руку на объект, чтобы в нём послушались глухие громкие стуки, напоминающие тройной пульсирующий удар, причём звуки эти иногда слышны <были> за несколько комнат <от той, где мы находились>. Подобные стуки я слышал в живом дереве, в полосе стекла, в железной протянутой проволоке, в протянутой мембране, в тамбурине, в крыше кэба и в паркете театрального пола. Более того, сам этот контакт не всегда и необходим; я слышал, как эти звуки раздавались в полу или стенах, даже когда медиума держали за руки и за ноги, когда она стояла на стуле… и когда она, потеряв сознание, упала с дивана… Я подвергал всевозможными проверкам этот феномен до тех пор, пока не убедился в том, что он имеет объективный характер и не является результатом механического воздействия, производимого обманным путём.
Оригинальный текст (англ.)These sounds are noticed with almost every medium... but for power and certainty I have met with no one who at all approached Miss Kate Fox... With mediums, generally it is necessary to sit for a formal seance before anything is heard; but in the case of Miss Fox it seems only necessary for her to place her hand on any substance for loud thuds to be heard in it, like a triple pulsation, sometimes loud enough to be heard several rooms off. In this manner I have heard them in a living tree - on a sheet of glass - on a stretched iron wire - on a stretched membrane - a tambourine - on the roof of a cab - and on the floor of a theatre. Moreover,   actual contact is not always necessary; I have had these sounds proceeding from the floor, walls, etc., when the medium's hands and feet were held - when she was standing on a chair... and when she had fallen fainting on a sofa.... I have tested them in every way that I could devise, until there has been no escape from the conviction that they were true objective occurrences not produced by trickery or mechanical means. 
— У. Крукс.

### Кейн и Дженкен
Лия после смерти первого мужа вышла за процветающего банкира с Уолл-стрит. Маргарет в 1852 году познакомилась с Элайшей Кейном, исследователем Арктики. Кейн, убеждённый в том, что Маргарет и Кейт занимались мошенничеством под предводительством старшей сестры Лии, вознамерился вырвать Маргарет из «порочного круга заговорщиков». После замужества Маргарет перешла в католичество. Кейн скончался в 1857 году и вскоре после этого вдова возобновила свои занятия медиумизмом. Опубликованные в 1865 году «The Love Letters of Dr. Elisha Kane» (1865) в значительной мере подтвердила подозрения скептиков, поскольку в ней он беспрестанно упрекал свою жену в том, что та «живёт в обмане и лицемерии».
В 1876 году Маргарет воссоединилась с сестрой Кейт, которая к этому времени жила в Англии. Это была вторая поездка Маргарет в Англию: первую в 1871 году оплатил состоятельный нью-йоркский банкир. Гастроли рассматривались как миссионерское мероприятие; Маргарет устраивала сеансы только для известных персон.
14 декабря 1872 года Кейт Фокс вышла замуж за Х. Д. Дженкена, лондонского юриста и энтузиаста-спиритуалиста. Оба их сына, если верить современникам, в раннем возрасте обладали выраженными экстрасенсорными способностями. Дженкен умер в 1881 году.

### Закат карьеры
Постепенно стрессы, связанные с психологическими нагрузками в ходе сеансов, проводившихся в откровенно враждебной атмосфере, коммерческая эксплуатация, а главное, — отсутствие теоретической базы, опираясь на которую они могли бы объяснить происходящее с точки зрения науки или религии, пагубным образом сказались на психическом состоянии сестёр: Кейт и Маргарет пристрастились к алкоголю.
В 1888 году Кейт и Маргарет рассорились как с сестрой Лией, так и с некоторыми ведущими спиритуалистами, считавшими, что Кейт не в состоянии достойно исполнять материнские обязанности, потому что страдает алкоголизмом. Духовный кризис испытала и Маргарет: она вдруг преисполнилась убеждением в том, что её способности «происходят от дьявола» и решила вновь вернуться в лоно католической церкви.

#### Маргарет Фокс: двойное саморазоблачение
Обе сестры отправились в Нью-Йорк, где репортёр предложил им $ 1,500 за «сенсационное саморазоблачение». 21 октября 1888 года Маргарет выступила в нью-йоркской Academy of Music, где также присутствовала Кейт. Перед аудиторией в 2 тысячи человек Маргарет продемонстрировала способ, каким она производила стуки. Врачи на сцене удостоверились в том, что звуки производились щелчком сустава большого пальца ноги.
В тот же день в газете New York World появилась публикация с рассказом Маргарет Фокс, в котором та давала новую трактовку событиям, происходившим в Гайдсвилле, утверждая, что общение с «духовной сущностью» было ими с Кейт инсценировано.
На спиритуалистов это признание не произвело впечатления: многие утверждали, что звуки, которые слышались в присутствии Кейт и Маргарет, раздавались в разных частях помещений, а иногда и за их пределами. Участвовавший в дискуссии Гарри Гудини утверждал, что «пространственный эффект» при щелчках суставами вполне возможен, поскольку «звуковые волны отражаются как и световые, и при некоторых условиях трудно установить их источник».
Однако уже через год (поняв, что коммерческий выигрыш от саморазоблачения оказался временным, а все старые друзья её осуждают), Маргарет Фокс выступила с отречением, текст которого был опубликовал New York Press 20 ноября 1889 года. В нём, в частности, говорилось: 

По воле Господа я должна признать, что несправедливо обвиняла спиритическое движение, находясь под сильным влиянием кругов, враждебно настроенных против него. Я неверно истолковывала основы движения, все разоблачения произошли не по моей доброй воле. Невидимые силы духа двигали мной, используя меня для выражения мнения тёмной толпы, обещавшей благополучие и счастье взамен нападок на спиритуализм. Их уверения были столь обманчивы…— New York Press, 1889
Однако все прежние друзья отвернулись от Маргарет, а пресса потеряла к её заявлениям интерес. Маргарет Фокс, нуждаясь в деньгах, безуспешно попыталась вернуться к профессиональному медиумизму. Как писал Айзек Функ, она умерла в нищете в 1893 году. За три года до этого скончалась старшая сестра Лия, в 1892 году — Кейт, известная к этому времени как миссис Спарр.
В 1905 году на собрании Medico Legal Society в Нью-Йорке, где обсуждались, в частности, вопросы, связанные со спиритуализмом, выступила врач миссис Меллон, которая в течение последнего месяца жизни Маргарет Фокс-Кейн проводила с ней по несколько часов ежедневно в доме на 9-й улице, где располагалась её квартира. Миссис Кейн по её словам, не в силах была пошевелить ни ногой, ни рукой, не говоря уже о том, чтобы щёлкать суставами. При этом — то в стене, то в полу, то в потолке — раздавались гулкие стуки: в ответ на вопросы, которые Маргарет задавала своему «духовному гиду». Миссис Меллон, как отмечалось, никогда не была последовательницей спиритуализма.
Сёстры были похоронены на бруклинском кладбище Cypress Hill.

## После смерти
В 1916 году старый дом в Гайдсвилле, где в 1848 году жила семья Фоксов, перешёл в собственность нью-йоркской организации Lily Dale, которая одно время являлась неофициальной штаб-квартирой американских спиритуалистов. Дом выгорел дотла в 1955 году. В 1968 году он был реконструирован и открыт для посещения туристов. Надпись на табличке, сохранившаяся с 1927 года, гласит: «Место рождения современного спиритуализма в 1848 году». В отстроенном здании восстановлена и подвальная ниша, в которой был найден скелет.